# István Nagy
István Nagy (n. 22 februarie 1904, Cluj, Austro-Ungaria – d. 24 aprilie 1977, Cluj-Napoca, România) a fost un prozator și dramaturg român de limbă maghiară, membru titular (din 1974) al Academiei Române.

## Biografie
István Nagy s-a născut la data de 22 februarie 1904 în orașul Cluj. Familia sa a trăit în condiții foarte mizere într-una din locuințele-bârlog de sub Cetățuie. Tatăl său, muncitor, a dus și o susținută activitate politică, murind în primul război mondial, în 1914.
Rămas orfan de tată la vârsta de numai 10 ani, Nagy a lucrat ca muncitor tâmplar, cunoscând astfel viața grea a proletariatului din perioada interbelică. Ca studii avea numai patru clase elementare și o școală de ucenici tâmplari. În anii 1920 a lucrat la București și pe șantierele navale din Galați și Brăila.
Încă din anul 1919 este implicat în mișcarea muncitorească, devenind membru al Partidului Comunist din România în anul 1931. A desfășurat o intensă activitate politică ilegală, fiind arestat și condamnat în mai multe rânduri. A fost deținut în închisorile de la Jilava, Doftana și Caracal.
În această epocă și-a început și activitatea literară ca prozator și dramaturg. A debutat în anul 1930, fiind unul dintre colaboratorii permanenți ai revistei Korunk, condusă de către esteticianul și criticul literar Gaál Gábor.
După preluarea puterii de către Partidul Comunist, István Nagy s-a situat în fruntea scriitorilor maghiari din România care au militat pentru crearea unui front unit al scriitorilor în jurul partidului, pentru o literatură socialistă. El a militat în scrierile sale pentru înfrățirea naționalității maghiare cu poporul român, pentru demascarea diversiunilor naționaliste și rasiste. După al doilea război mondial,  a fost redactor responsabil
la revistele de limbă maghiară „Világosság” (1945) și „Igazság” (1946).
A desfășurat o activitate literară intensă pentru construirea orânduirii socialiste. A zugrăvit chipuri de muncitori din uzină, luptători pentru cauza proletariatului. Până la sfârșitul vieții, a scris 30 de volume (nuvele, schițe, articole și reportaje, mai multe romane, o piesă de teatru), unele traduse și în limba română. Din acestea, se cuvin a fi reținute însemnările sale de călătorie, Hetedhét országon keresztül Indiában ("Peste șapte țări și mări în India", 1956), și romanele autobiografice Ki a sánc alól ("Ieșiți la suprafață", 1969) și Hogyan tovább ("Cum va fi", 1971, ed.II – 1984).
Între anii 1950-1952 a fost rectorul Universității Bolyai din Cluj (cu limba de predare maghiară). În anul 1952 a fost suspendat ca membru de partid pe motivul că ar fi colaborat cu scriitorii populiști fasciști, dar după doi ani a fost reabilitat. În anul 1955 a fost ales ca membru corespondent al Academiei Române, apoi în anul 1974 a devenit membru titular, discursul său de recepție având titlul: „Despre principalele momente ale carierei mele scriitoricești”. Pentru opera sa literară a fost distins cu Premiul de Stat.
Pe lângă activitatea literară a desfășurat și o intensă activitate politică. A fost ales ca deputat în Marea Adunare Națională. A încetat din viață la data de 24 aprilie 1977 în orașul Cluj.

## Activitatea literară

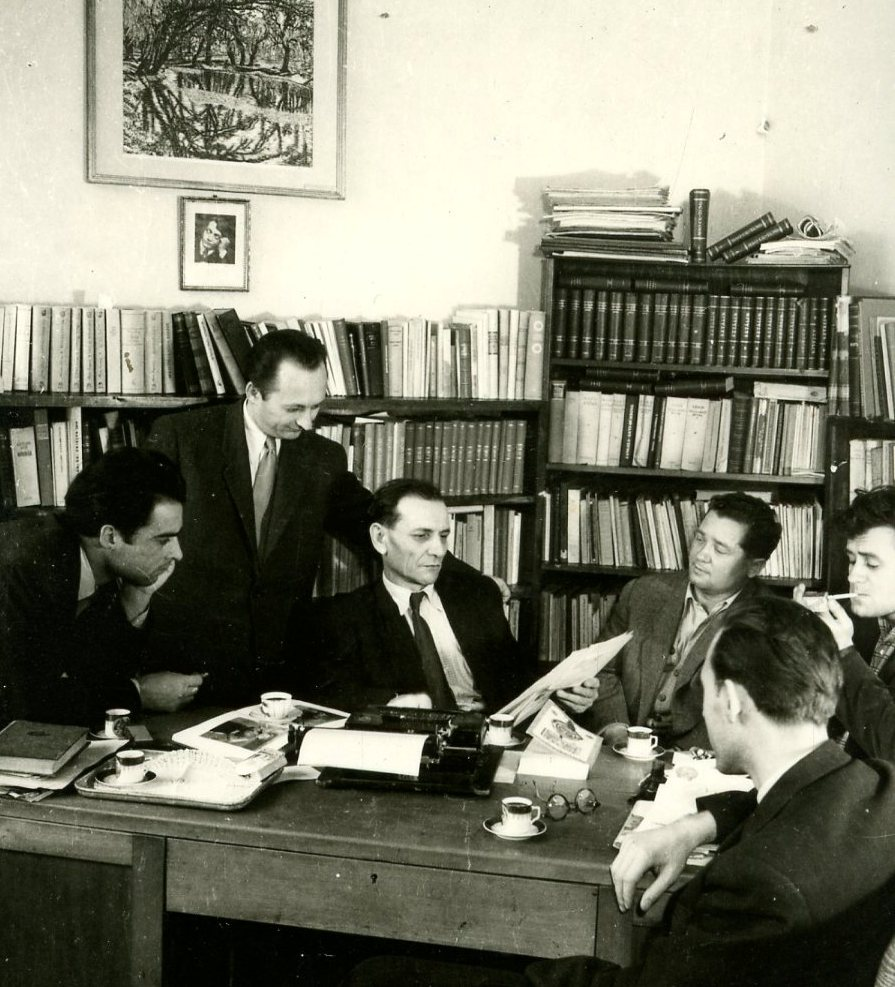
Scriitorul István Nagy într-un grup de prieteni

Romanul "Nepoții oltenilor" (1941) este o evocare a drumului parcurs de doi tineri, porniți împreună în viață, unul dintre ei devenind luptător comunist, iar celălalt eșuând în rândurile mișcării fasciste.
În culegerea de schițe și povestiri "Dincolo de strada fericirii", ca și nuvela "Toate drepturile rezervate", întâlnim aceeași lume muncitorească cunoscută de către scriitor. Nuvela prezintă întâmplările dramatice din viața unui comunist arestat de jandarmi și purtat din post în post, chinuit și umilit, dar în conștiința căruia departe de a scădea încrederea în viitor, crește hotărârea de luptă și se întărește spiritul revoluționar.

## Scrieri
- Földi Jánost bekapta a város ("Földi János înghițit de oraș", 1932)
- Nincs megállás ("Fără oprire", 1933)
- Vékony az ajtó ("Ușa e subțire", 1934) -  nuvele
- Külváros ("Mahala", 1939)
- Oltyánok unokái ("Nepoții oltenilor", Budapesta, 1941) - roman
- A szomszédság nevében ("În numele vecinilor", 1941)
- A Boldog utcán túl ("Dincolo de strada Fericirii", 1943) - povestiri
- Özönvíz előtt (Înainte de potop, 1945) - dramă
- Réz Mihályék kóstolója (Ospățul lui Rez Mihaly, Cluj, 1947)
- A legmagasabb hőfokon ("La cea mai înaltă tensiune", București, 1951) - roman
- Egy év a harmincból ("Un an din cei treizeci", 1951)
- Ünnep a mi utcánkban ("Sărbătoare în strada noastră", 1952) - nuvele
- A mi lányaink ("Fetele noastre", 1954)
- Huszonöt év I-II. ("Douăzeci și cinci de ani", 1956) - nuvele, schițe, povestiri
- Hetedhét országon keresztül Indiában ("Peste șapte țări și mări în India", 1957) - însemnări de călătorie
- Ácsék tábort vernek (1961) - roman pentru tineret
- Nézd meg az anyját (1964) - comedie
- Szépségverseny ("Concurs de frumusețe", 1964) - nuvele
- Városi hétköznapok (1964) - roman
- Sáncalja (Sub Cetățuie, 1968) -  autobiografie, partea I
- Ki a sánc alól ("Ieșiți la suprafață", 1969) - autobiografie, partea a II-a
- Az aranykakas krónikája. A Dermata cipő- és bőrgyár története ("Cronica cocoșului de aur. Istoria fabricii de piele și încălțăminte Dermata", 1971)
- Hogyan tovább ("Cum va fi", 1971, ed.II – 1984) - autobiografie, partea a III-a
- Szemben az árral' ("Contra refluxului", 1974) - autobiografie, partea a IV-a

## Distincții
- Premiul de Stat
- Ordinul Muncii clasa a III-a (13 octombrie 1953) pentru contribuția sa la „munca de pregătire și desfășurare a celui de-al IV-lea Festival Mondial al Tineretului și Studenților pentru Pace și Prietenie⁠(d)”[5]
- Ordinul Muncii clasa I (31 decembrie 1956) „cu prilejul împlinirii a 90 de ani de la înființarea Societății Academice Romîne, pentru merite deosebite in muncă”[6]
- Ordinul „23 August” clasa a IV-a (12 august 1959) „pentru merite deosebite în opera de construire a socialismului”[7]
- Ordinul Muncii cl. I (1964)[8]
- Ordinul „Tudor Vladimirescu” clasa a II-a (30 aprilie 1966) „cu prilejul celei de-a 45-a aniversări de la înființarea Partidului Comunist din România, pentru îndelungată activitate în mișcarea muncitorească și merite deosebite în opera de construire a socialismului”[9]
- Ordinul „Meritul Cultural” clasa I (26 septembrie 1966) „pentru merite deosebite în activitatea literară, artistică și de răspîndire a culturii naționale, cu prilejul Centenarului Academiei Republicii Socialiste România”[10]
- titlul de Erou al Muncii Socialiste și medalia de aur „Secera și ciocanul” (4 mai 1971) „cu prilejul aniversării a 50 de ani de la constituirea Partidului Comunist Român, [...] pentru activitate îndelungată în mișcarea muncitorească și merite deosebite în opera de construire a socialismului în patria noastră”[11]
- Ordinul „23 August” clasa I (29 martie 1974) „pentru îndelungată și rodnică activitate literară și obștească și contribuția adusă la opera de construire a socialismului în patria noastră, cu prilejul împlinirii vîrstei de 70 de ani”[12]